# 1998 au Québec
Cet article traite des événements survenus en 1998 au Québec. 

## Événements

### Janvier
- 2 janvier : la Caisse de dépôt et placement détient maintenant un capital de 64 milliards de dollars, soit 20 milliards de dollars de plus qu'à la fin des années 1970[1].
- 6 janvier : tempête de verglas dans le sud-ouest du Québec, privant d'électricité jusqu'à 1 340 000 clients d'Hydro-Québec pour des périodes allant jusqu'à 5 semaines. La remise en service du réseau de transport et de distribution d'électricité coûtera près de 2 milliards de dollars[2].

### Février
- 1er février : il reste près de 19 525 personnes sans électricité[3].
- 7 février : Jean-Luc Brassard est porte-drapeau du Canada à l'inauguration des Jeux olympiques de Nagano[4].
- 13 février : Bernard Landry annonce que la crise du verglas a coûté 1.971 milliard de dollars au gouvernement[5].
- 16 février : début des audiences de la Cour suprême sur le droit de sécession du Québec[6].
- 19 février : Annie Perreault est médaillée d'or en patinage de vitesse lors des Jeux olympiques de Nagano[7].
- 25 février : pour la première fois depuis 1969 à Ottawa, Paul Martin annonce un budget sans déficit[8].

### Mars
- 2 mars : Daniel Johnson annonce son retrait de la vie politique[9].
- 9 mars : Québec et Terre-Neuve signent une entente sur le projet hydro-électrique de la rivière Churchill au coût de 10 milliards de dollars[10].
- 25 mars : Québec annonce des compressions de 665 millions de dollars dans la santé, l'éducation et les services sociaux[11].
- 27 mars : entente entre les Cris et le gouvernement, qui injectera 15 millions de dollars dans des projets sociocommunautaires autochtones[12].
- 31 mars : le budget Landry prévoit des revenus de 40 715 000 000 $ et des dépenses de 41 842 000 000 $ pour un déficit d'environ 1 200 000 000 $. Il annonce des crédits d'impôt pour les étudiants et les PME et 50 millions de dollars en deux ans pour les garderies à 5 $[13].

### Avril
- 5 avril : Monique Simard abandonne la vie politique[14].
- 24 avril : Québec et Terre-Neuve signent une entente sur la mobilité des travailleurs entre les deux provinces[15].
- 29 avril : la ministre Louise Beaudoin émet un avis d'intention de classement de l'épave de l'Empress of Ireland à titre de bien culturel[16].
- 30 avril : Jean Charest devient le nouveau chef du Parti libéral du Québec[17].

### Mai
- 1er mai : Lucien Bouchard annonce une commission parlementaire afin d'étudier la Déclaration de Calgary de 1997[18].
- 5 mai : début des audiences de la commission Nicolet sur la crise du verglas[19].
- 7 mai : des monuments de Roosevelt et de Churchill sont inaugurés à Québec pour commémorer les conférences de Québec de 1943 et de 1944. Jean Chrétien refuse de s'y rendre et trouve inacceptable le fait qu'un monument du premier ministre canadien de l'époque, Mackenzie King, n'ait pas été également érigé[20].
- 20 mai : 
  - un groupe d'Ontariens s'oppose à la nomination de David Levine, un ancien souverainiste, comme directeur du principal hôpital d'Ottawa[21].
  - la FTQ, la CSN et la CEQ demandent une augmentation de salaire de 11,5 % en trois ans pour les employés de la fonction publique[22].
- 28 mai : le PLQ annonce qu'il ne participera pas à la commission parlementaire sur la Déclaration de Calgary[23].

### Juin
- 9 juin : une explosion due à une fuite de gaz souffle la façade de l'accueil Bonneau à Montréal, faisant trois morts et une vingtaine de blessés[24].
- 15 juin : les infirmières se disent surchargées de travail. Elles annoncent quatre jours de moyens de pression, à compter du 22 juin[25].

### Juillet
- 13 juillet : les employés du Casino de Montréal, en grève depuis le 3 juin, retournent au travail après avoir accepté une augmentation de salaire entre 6 et 9 %[26].
- 20 juillet : les ambulanciers occupent les bureaux du ministère des Finances à Québec. Deux jours plus tard, une entente de principe est signée[27].

### Août
- 6 août : les Micmacs bloquent la route 132 à Pointe-à-la-Croix et défient l'ultimatum du gouvernement québécois. Ils veulent obtenir le droit de couper du bois sur les terres publiques[28].
- 7 août : lors de la conférence annuelle des provinces, à Saskatoon, les premiers ministres s'entendent pour former un front commun visant à demander à Ottawa le droit de retrait avec compensation des projets fédéraux[29].
- 17 août : une entente est finalement signée entre les Micmacs et le gouvernement. Les barricades sont levées[30].
- 20 août : la Cour suprême statue que le Québec ne peut pas déclarer unilatéralement son indépendance. Par contre, le projet est légitime et il doit y avoir négociations advenant la victoire d'un Oui à un référendum[31].

### Septembre
- 8 septembre : Lucien Bouchard annonce qu'il ne rencontrera pas Boutros Boutros-Ghali, président de la Francophonie, parce qu'Ottawa a décidé unilatéralement de prendre sa visite en charge[32].
- 9 septembre : le nouveau chef d'Alliance-Québec, William Johnson, commence une campagne de publicité incitant les commerces à afficher en anglais[33].
- 15 septembre : Henri Massé succède à Clément Godbout à la présidence de la FTQ[34].
- 18 septembre : les producteurs de porcs bloquent l'autoroute 20 à la hauteur de Drummondville. Ils se disent menacés de faillite et veulent obtenir une aide gouvernementale[35].
- 23 septembre : Lucien Bouchard annonce un remaniement ministériel. Trois nouvelles figures entrent dans le cabinet: Nicole Léger à la Famille et l'Enfance, Joseph Facal aux Affaires intergouvernementales et le non-élu François Legault à l'Industrie, Sciences, Commerce et Technologie[36].
- 25 septembre : une entente est finalement annoncée entre Québec et les producteurs de porcs[37].
- 28 septembre : Héma-Québec succède à la Croix-Rouge dans la gestion du sang au Québec[38].

### Octobre
- 1er octobre : 
  - le salaire minimum au Québec passe à 6,90 $[39].
  - la chanteuse Pauline Julien se suicide à l'âge de 70 ans[40].
- 8 octobre : Québec annonce une injection d'argent pour rallonger le métro jusqu'à Laval[41].
- 28 octobre : Lucien Bouchard annonce des élections générales pour le 30 novembre[42].

### Novembre
- 1er novembre : 
  - Kevin Parent et Lynda Lemay remportent les Félix d'interprètes de l'année lors du vingtième Gala de l'ADISQ[43].
  - Pierre Bourque est réélu à la mairie de Montréal pour un second mandat[44].
- 14 novembre : à Ottawa, Joe Clark redevient chef du Parti conservateur[45].
- 19 novembre : Lucien Bouchard déclare que l'union sociale (l'association des provinces pour tenter d'obtenir du fédéral le droit de retrait avec compensation) va passer avant la tenue d'un référendum[46].
- 20 novembre : le comité olympique canadien choisit la ville canadienne qui va être candidate pour les Jeux olympiques d'hiver de 2010 (la ville de Québec est sur les rangs). Il ne la rend cependant pas publique immédiatement, probablement pour ne pas influencer le résultat du vote lors de l'élection provinciale du 30 novembre[47].
- 30 novembre : le Parti québécois de Lucien Bouchard remporte l'élection générale et formera un gouvernement majoritaire. Il a obtenu 75 circonscriptions et 42,9 % des voix contre 48 circonscriptions et 43,6 % des voix pour le PLQ. L'ADQ garde sa circonscription de Rivière-du-Loup[48].

### Décembre
- 1er décembre : le comité olympique canadien rend finalement public le nom de la ville qui sera candidate aux Jeux olympiques d'hiver de 2010. Il s'agit de Vancouver[49].
- 7 décembre : le crash d'un bimoteur dans le fleuve Saint-Laurent près de Baie-Comeau fait sept morts[50].
- 9 décembre : Quebecor annonce qu'elle a réussi à s'approprier la firme Sun Media[51].
- 12 décembre : la présidente de la CEQ, Lorraine Pagé, est accusée de vol à l'étalage dans un magasin La Baie de Montréal[52].
- 14 décembre : l'élection partielle de Masson est remportée par le PQ[53].
- 15 décembre : Lucien Bouchard annonce un remaniement ministériel majeur. Pauline Marois devient ministre de la Santé et des Services sociaux, François Legault ministre de l'Éducation, Louise Harel ministre des Affaires municipales, Diane Lemieux ministre du Travail, André Boisclair ministre de la Sécurité sociale[53].

## Naissances
- 12 mai - Samuel Girard (joueur de hockey)
- 24 juin - Pierre-Luc Dubois (joueur de hockey sur glace)
- 19 septembre - Simon Benoit (joueur de hockey)
- 31 octobre - Alice Morel-Michaud (actrice)
- 28 décembre
  - Émilien Néron (acteur)
  - Charles Sirard Blouin (acteur)

## Décès
- 9 janvier - Wilbrod Bherer (homme de loi) (º 11 août 1905)
- 26 février - Ernest Pallascio Morin (journaliste et écrivain) (º 3 janvier 1909)
- 7 avril - Nick Auf Der Maur (journaliste) (º 10 avril 1942)
- 15 mai - Jean Hamelin (historien) (º 13 juillet 1931)
- 27 juin - Gilles Rocheleau (homme politique) (º 28 août 1935)
- 8 juillet - Jacques Normand (Raymond Chouinard) (chanteur et animateur) (º 15 avril 1922)
- 20 septembre - Fernand Robidoux (chanteur) (º 17 janvier 1920)
- 1er octobre - Pauline Julien (chanteuse) (º 23 mai 1928)
- 29 octobre - Zoël Saindon (homme politique) (º 18 octobre 1919)
- 6 novembre - Sky Low Low (Marcel Gauthier) (lutteur) ( 21 juillet 1928)
- 22 novembre - Yves Blais (homme politique) (º 5 juin 1931)
- 28 novembre - Robert Sauvé (homme de loi) (º 1931)
- 23 décembre - Pierre Vallières (ancien felquiste et écrivain) (º 22 février 1938)
- 23 décembre - Louis-Martin Tard (scripteur) (1921)

## Sources et références
1. ↑  Pierre Asselin, « La Caisse sera prudente en 1998 », Le Soleil,‎ 3 janvier 1998, B-3
2. ↑  Voir l'article Verglas massif de janvier 1998 dans le Nord-Est de l'Amérique du Nord
3. ↑  La grande noirceur prend fin dimanche, promet André Caillé. Le Soleil. 2 février 1998. p. A-9
4. ↑  6e, Brassard se vide le cœur. Mon corps ne voulait pas que je sois le porte-drapeau. Le Soleil. 8 février 1998. p. A-1
5. ↑  Miville Tremblay, « Le verglas: 2 milliards », La Presse,‎ 14 février 1998, A-1, A-2
6. ↑  Joël-Denis Bellavance. Cour suprême. Pas de séparation sans permission. Ottawa étale son jeu. Le Soleil. 17 février 1998. p. A-1
7. ↑  Carl Tardif. Annie Perreault. « Je vais rester la même » . Le Soleil. 20 février 1998. p. D-2
8. ↑  Bilan du Siècle
9. ↑  Bilan du Siècle
10. ↑  Michel Vastel. Churchill Falls. Barrage humain. Montagnais et Innus bloquent la route à Bouchard et Tobin et perturbent l'annonce du projet. Le Soleil. 10 mars 1998. p. A-1
11. ↑  Gilbert Leduc. Encore des coupures en santé et en éducation. Le Soleil.26 mars 1998. p. A-1
12. ↑  Bilan du Siècle
13. ↑  Budget Landry 1998-1999
14. ↑  « Chronologie parlementaire 1998 » (consulté le 8 juin 2009).
15. ↑  Entente entre Québec et Terre-Neuve et Labrador sur la mobilité de la main d'œuvre et la reconnaissance de la qualification professionnelle des compétences et des expériences de travail dans l'industrie de la construction
16. ↑  Communiqué: La ministre Louise Beaudoin annonce son intention de classer l'épave de l'Empress of Ireland
17. ↑  Jean-Marc Salvet. Charest prend ses distances de Calgary. « Personne n'a dit que c'était la grande solution » . Le Soleil. 1er mai 1998. p. A-1
18. ↑  Denis Lessard, « Bouchard envisage une commission parlementaire sur Calgary », La Presse,‎ 2 mai 1998, B-9
19. ↑  Lia Lévesque. Commission Nicolet sur le verglas. La Sécurité civile n'a rien à se reprocher. Hydro non plus. Le Soleil. 6 mai 1998. p. A-10
20. ↑  Katia Gagnon, « Une autre histoire de statues soulève une tempête à Québec », La Presse,‎ 8 mai 1998, B-1
21. ↑  Chrétien accuse les péquistes. Harris condamne l'embauche de Levine par l'hôpital d'ottawa. Le Soleil. 21 mai 1998. p. A-10
22. ↑  Les syndicats veulent leur dû. Le Soleil. 21 mai 1998. p. A-12
23. ↑  Jean-Marc Salvet. Commission sur la Déclaration de Calgary. Charest et le PLQ n'iront pas. Le Soleil. 29 mai 1998. p. A-8
24. ↑  Bilan du Siècle
25. ↑  Gilbert Leduc. Infirmières. Finies les heures supplémentaires à compter de lundi. Le Soleil. 16 juin 1998. p. A-1
26. ↑  Bilan du Siècle
27. ↑  Louise Lemieux. 400 ambulanciers manifestent. Le Vieux-Québec pris en otage. Le Soleil. 21 juillet 1998. p. A-1
28. ↑  Le ministre Chevrette rend publics les détails de l'entente signée hier entre le gouvernement du Québec et la communauté micmaque de Listuguj
29. ↑  L'union sociale (texte intégral)
30. ↑  Bilan du Siècle
31. ↑  Chronologie de l'histoire du Québec
32. ↑  Denis Lessard, « Bouchard ferme sa porte à Boutros-Gali », La Presse,‎ 9 septembre 1998, B-1
33. ↑  Alliance Québec exige l'affichage bilingue. Menace de boycott. Le Soleil. 10 septembre 1998. p. A-12
34. ↑  Clément Godbout quitte la FTQ. Le Soleil. 16 septembre 1998. p. A-11
35. ↑  Bilan du Siècle
36. ↑  Bilan du Siècle
37. ↑  Jean-Marc Salvet. Porcs: entente à l'arraché. Le coup de fil de Bouchard met fin aux hostilités' Le Soleil. 26 septembre 1998. p. A-1
38. ↑  Bilan du Siècle
39. ↑  Le salaire minimum au Québec à travers les âges
40. ↑  Bilan du Siècle
41. ↑  Laval aura son métro en 2004. Le Devoir. 9 octobre 1998. p. A-1
42. ↑  Jean-Marc Salvet et Michel Corbeil. Aux urnes le 30 novembre. Élections du 3e millénaire. Bouchard et Charest livrent la bataille de leur vie. Le Soleil. 29 octobre 1998. p. A-1
43. ↑  Voir l'article Liste des lauréats des prix Félix en 1998
44. ↑  Michèle Ouimet. Bourque réélu. La Presse. 2 novembre 1998. p. A-1
45. ↑  Joe Clark reprend la direction du PC. Le Soleil. 15 novembre 1998. p. A-8
46. ↑  Katia Gagnon et Martin Pelchat, « L'union sociale d'abord. Bouchard change de stratégie et dit que cet objectif forcera le report du référendum sur la souveraineté », La Presse,‎ 20 novembre 1998, A-1, A-2
47. ↑  Copps s'en mêle. La ministre s'inquiétait que le vote sur 2010 ait un impact sur les élections québécoises. Le Soleil. 21 novembre 1998. p. A-1
48. ↑  Voir l'article Élection générale québécoise de 1998
49. ↑  Gilles Blanchard, « Les adieux de Québec aux Jeux olympiques: déception, dépit et colère », La Presse,‎ 2 décembre 1998, S-3
50. ↑  Martin Pelchat, « Un bimoteur s'abîme dans le fleuve: sept morts », La Presse,‎ 8 décembre 1998, A-1, A-2
51. ↑  Bilan du Siècle
52. ↑  Raymond Gervais, « Lorraine Pagé refuse de commenter. La présidente de la CEQ est soupçonnée de vol à l'étalage », La Presse,‎ 13 décembre 1998, A-1
53. 1 2  Chronologie parlementaire sur le site de l'Assemblée nationale

### Articles généraux
- Chronologie de l'histoire du Québec (1982 à aujourd'hui)
- L'année 1998 dans le monde
- 1998 au Canada

### Articles sur l'année 1998 au Québec
- Verglas massif de janvier 1998 dans le Nord-Est de l'Amérique du Nord
- Élection générale québécoise de 1998
- Liste des lauréats des prix Félix en 1998
- Renvoi relatif à la sécession du Québec